# STS–57
Az STS–57 az amerikai űrrepülőgép-program 56., az Endeavour űrrepülőgép 4. repülése.

## Jellemzői
A beépített kanadai Canadarm (RMS) manipulátor kar 50 méter kinyúlást biztosított (műholdak indítás/elfogása, külső munkák [kutatás, szerelések], hővédőpajzs külső ellenőrzése) a műszaki szolgálat teljesítéséhez.

### Első nap
1993. június 21-én a szilárd hajtóanyagú gyorsítórakéták, Solid Rocket Booster (SRB) segítségével Floridából, a Cape Canaveral (KSC) Kennedy Űrközpontból, a LC39–B (LC–Launch Complex) jelű indítóállványról emelkedett a magasba. Az orbitális pályája 93,3 perces, 28,5 fokos hajlásszögű, elliptikus pálya perigeuma 402 kilométer, az apogeuma 471 kilométer volt. Felszálló tömeg indításkor 114 468 kilogramm, leszálló tömeg 101 657 kilogramm. Szállított hasznos teher 13 074 kilogramm.

## Hasznos teher

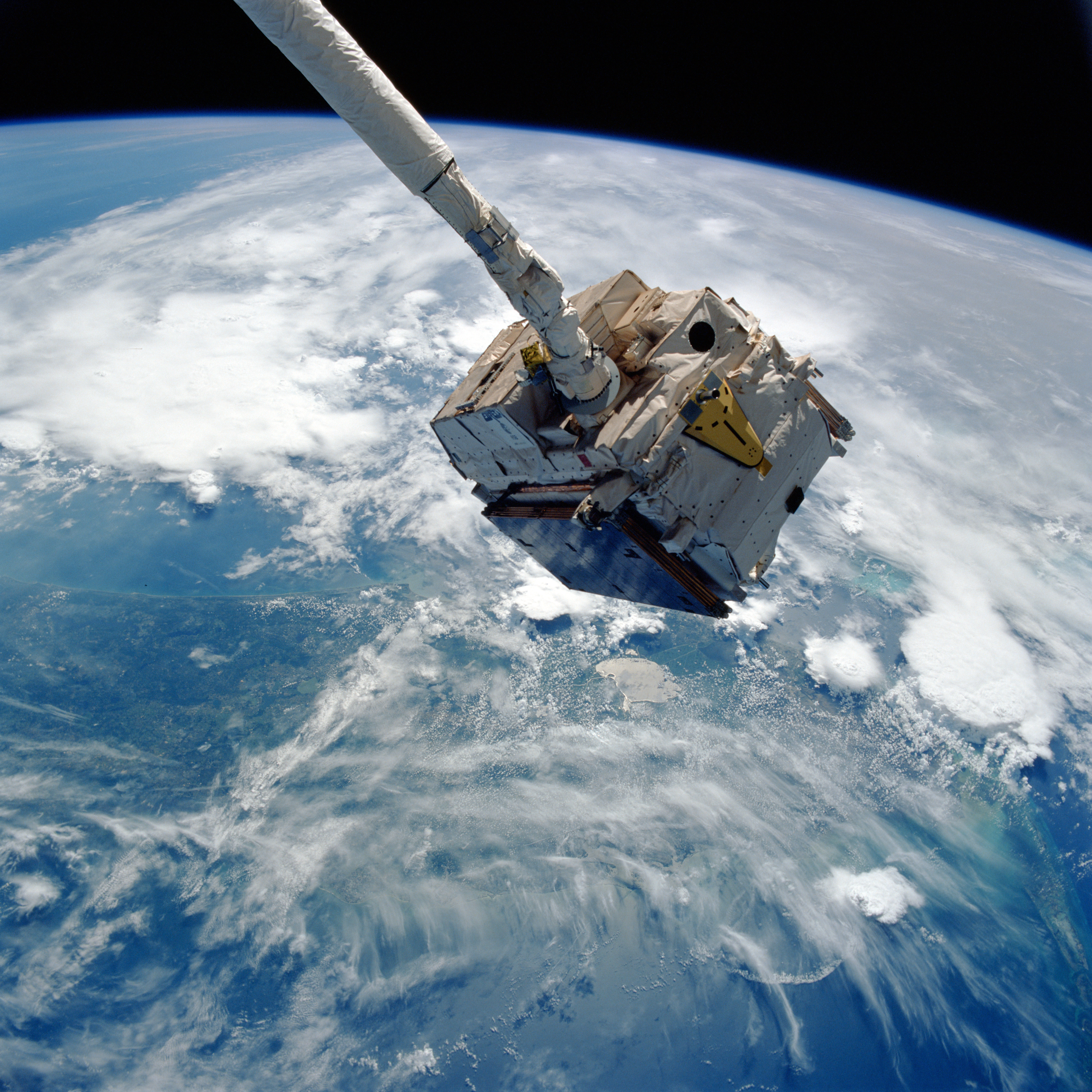
Az EURECA elfogása

1. A harmadik napon a legénység az űrsikló manipulátor rendszer (RMS) robotkarjának segítségével sikeresen befogta az egy évvel korábban, az STS–46 útja során pályára állított négy és fél tonnás EURECA tudományos műholdat. A visszanyerés biztonságos végrehajtása érdekében (a robotkar beépítésénél, ellenőrzésénél nem vették észre a 180 fokos elmozdulást akadályozó hibát) űrsétára került sor. Az űrséta során a robotkar segítségével különböző műveleteket hajtottak végre, tesztelték a Hubble űrtávcső javítását segítő karbantartó, szerelő eszközöket. Az EURECA-t az út végén visszaszállították a Földre, ahol megkezdődött a 71 anyagtudományi és csillagászati kísérlet eredményeinek elemzése.
2. A legénység 12 órás váltásokban az első amerikai SpaceHab mikrogravitációs laboratóriumban különféle kereskedelmi megrendeléseknek eleget téve anyagtudományi munkálatokat és fiziológiai megfigyeléseket végzett. A teljes munkafolyamatot filmre vették, hogy a későbbi küldetések munkafolyamatait, a munkahelyek, lakóterek életfeltételeit előnyösebben tervezzék.
3. Shuttle Amateur Radio Experiment (SAREX) – rádióamatőr kísérleteket végeztek több iskolával, a Föld számos rádióamatőrével.
4. Air Force Maui Optical Site (AMOS) – radar- és optikai megfigyelések elősegítése, a földi egységek kalibrálásának biztosítása.

### Űrséták
(zárójelben a dátum és az időtartam)
- EVA 1: Low és Wisoff (1993. június 25., 5 óra 50 perc)

#### Kilencedik nap
1993. július 1-én a Kennedy Űrközpontban (KSC), a kiinduló bázisán szállt le. Összesen 9 napot, 23 órát, 44 percet töltött a világűrben. 6 608 628 kilométert repült, 155 alkalommal kerülte meg a Földet.

## Személyzet
(zárójelben a repülések száma az STS–57 küldetéssel együtt)
- Ronald Grabe (4), parancsnok
- Brian Duffy (2), pilóta
- David Low (3), rakományparancsnok
- Nancy Currie (1), küldetésfelelős
- Peter Wisoff (1), küldetésfelelős
- Janice Voss (1), küldetésfelelős

### Visszatérő személyzet
- Ronald John Grabe (4), parancsnok
- Brian Duffy (2), pilóta
- George David Low (3), rakományparancsnok
- Nancy Sherlock (1), küldetésfelelős
- Peter Wisoff (1), küldetésfelelős
- Janice Voss (1), küldetésfelelős